# Rockland (Maine)
Rockland es una ciudad ubicada en el condado de Knox en el estado estadounidense de Maine. En el Censo de 2010 tenía una población de 7.297 habitantes y una densidad poblacional de 186,95 personas por km².

## Geografía
Rockland se encuentra ubicada en las coordenadas 44°7′25″N 69°7′51″O / 44.12361, -69.13083. Según la Oficina del Censo de los Estados Unidos, Rockland tiene una superficie total de 39.03 km², de la cual 33.26 km² corresponden a tierra firme y (14.79%) 5.77 km² es agua.

## Demografía
Según el censo de 2010, había 7.297 personas residiendo en Rockland. La densidad de población era de 186,95 hab./km². De los 7.297 habitantes, Rockland estaba compuesto por el 95.85% blancos, el 0.62% eran afroamericanos, el 0.36% eran amerindios, el 0.69% eran asiáticos, el 0.07% eran isleños del Pacífico, el 0.25% eran de otras razas y el 2.18% pertenecían a dos o más razas. Del total de la población el 1.33% eran hispanos o latinos de cualquier raza.